# Hassani Shapi
Hassani Shapi (Mombasa, 15 luglio 1973 – Mombasa, 6 luglio 2024) è stato un attore keniano.

## Biografia
Nato il 15 luglio 1973 a Mombasa, in Kenya, si divise principalmente tra gli Stati Uniti, il Regno Unito e l'Italia, lavorando per il cinema, il teatro e la televisione.
Sul palco fu interprete di svariate opere tra le quali Qualcuno volò sul nido del cuculo, La fattoria degli animali, Il vecchio e il mare e Don Chisciotte, lavorando principalmente per il regista Patrick Sandford.
Il debutto sul piccolo schermo avvenne nel 1992 in alcuni episodi della serie Runaway Bay di Tim Dowd; Shapi riapparve in TV sei anni dopo, in un unico episodio della serie The Ambassador.
Per la televisione italiana divenne noto soprattutto per il ruolo di Sassam Hussein (chiaramente un riferimento a Saddam Hussein) nella serie televisiva Intelligence - Servizi & segreti di Mediaset, e anche per il ruolo di Ben Dridì (un personaggio immaginario) nella serie televisiva L'ispettore Coliandro di Rai2.
Nel 2010 fu nel cast della serie televisiva Law & Order.
Al cinema divenne principalmente noto per il ruolo del Maestro Jedi Eeth Koth in Star Wars: Episodio I - La minaccia fantasma (girato da George Lucas nel 1999) con Liam Neeson, Ewan McGregor e Natalie Portman.
Prese parte a grandi produzioni internazionali (come ad esempio Agente 007 - Il mondo non basta, Irina Palm e Non desiderare la donna d'altri) e ad alcune commedie del cinema italiano (tra le quali Il nostro matrimonio è in crisi, Lezioni di cioccolato, Oggi sposi, Sharm el Sheikh - Un'estate indimenticabile, Nessuno mi può giudicare, Femmine contro maschi, Senza arte né parte, Lezioni di cioccolato 2 e Il giorno in più con Fabio Volo). Da aprile 2024 interpretò il ruolo di Palitha, un meccanico divenuto investigatore privato accanto a Edoardo Leo, nella serie tv Il clandestino su Rai 1.  
Hassani Shapi morì improvvisamente in patria il 6 luglio 2024 poco prima di compiere 51 anni; la notizia della sua scomparsa fu diffusa diversi giorni dopo da Edoardo Leo.

## Filmografia parziale

### Cinema
- Star Wars: Episodio I - La minaccia fantasma, regia di George Lucas (1999)
- Il mondo non basta, regia di Michael Apted (1999)
- Il nostro matrimonio è in crisi, regia di Antonio Albanese (2002)
- Non desiderare la donna d'altri, regia di Susanne Bier (2004)
- Irina Palm, regia di Sam Garbarski (2007)
- Lezioni di cioccolato, regia di Claudio Cupellini (2007)
- Oggi sposi, regia di Luca Lucini (2009)
- Sharm el Sheikh - Un'estate indimenticabile, regia di Ugo Fabrizio Giordani (2010)
- Femmine contro maschi, regia di Fausto Brizzi (2011)
- Nessuno mi può giudicare, regia di Massimiliano Bruno (2011)
- Senza arte né parte, regia di Giovanni Albanese (2011)
- Lezioni di cioccolato 2, regia di Alessio Maria Federici (2011)
- Il giorno in più, regia di Massimo Venier (2011)
- Scappo a casa, regia di Enrico Lando (2019)
- Pop Black Posta, regia di Marco Pollini (2019)

### Televisione
- Runaway Bay – serie TV, 1 episodio (1992)
- The Ambassador – serie TV, 1 episodio (1998)
- Linda e il brigadiere- serie TV, 1 episodio, 3ª stagione (1999)
- Il veterinario – miniserie TV (2005)
- Il maresciallo Rocca – serie TV (2005)
- Intelligence - Servizi & segreti – serie TV, 3 episodi (2009)
- L'ispettore Coliandro – serie TV, terza stagione, episodio 4 (2009)
- Law & Order: UK – serie TV, 1 episodio (2010)
- L'isola – serie TV (2012)
- Benvenuti a tavola 2 - Nord vs Sud – serie TV, 1 episodio (2013)
- Squadra antimafia - Il ritorno del boss – serie TV, episodio 8 (2016)
- L'isola di Pietro – serie TV (2017)
- Il clandestino – serie TV (2024)